# Le Grand Méchant Loup (journalisme)
Pour les articles homonymes, voir Grand méchant loup.

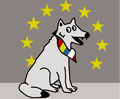
logo du project

Le Grand méchant loup (Böser Wolf en allemand) est un projet de journalisme franco-allemand berlinois réalisé par et pour des enfants et adolescents de parcours et d'origine variés. Toutes les activités du Grand méchant loup se retrouvent sur leur site Internet bilingue à la fois journalistique, pédagogique, interactif et ludique. On y trouve des interviews, des articles, des reportages, des dessins et des photographies réalisés par les enfants, mais aussi de nombreux jeux en ligne. Ce site comporte trois portails : le premier rassemble toutes les informations importantes pour les adultes ; le deuxième "Loupville"  est destiné aux plus jeunes et le troisième "En route"  concerne davantage les adolescents, avec des dossiers sur les loisirs et le sport. La rubrique "Jouer et plus"  propose des devinettes, des coloriages, des graffiti, des quiz, et encore plein d'autres petits jeux. Le site s'adresse donc avant tout aux enfants, mais peut aussi être utilisé comme matériel pédagogique pour les parents ou les enseignants. Il est soutenu par "Ein Netz für Kinder", une initiative du Ministère allemand pour la famille, les séniors, les femmes et la jeunesse qui soutient les sites pour enfants innovants, de qualité et sans publicité. Il fait partie du réseau de sites pour enfants allemand "Seitenstark".

## Historique
Créé à Berlin en 2000, le Grand méchant loup est né d'une initiative parentale inédite qui consistait à suivre le quotidien d’une classe franco-allemande de l’école Judith-Kerr  à Berlin. Deux à quatre fois par an, le journal du Grand méchant loup était publié, en français et en allemand. Il racontait le fonctionnement de la classe, les activités des élèves, leurs goûts, leurs centres d'intérêt. Ces journaux constituaient une sorte de soutien à l'apprentissage de la langue chez les enfants de la classe.
Depuis, le projet a évolué et a rapidement dépassé ce cadre scolaire pour devenir une sorte de laboratoire du journalisme pour enfants. Dès 2003, les enfants du projet se sont tournés vers des thèmes plus larges (culture, politique...) avec des méthodes journalistiques plus élaborées (rédaction de reportages, photos, interviews...). Les jeunes Berlinois membres du projet sont invités, au cours de leur atelier hebdomadaire du samedi, à faire un vrai travail de reporters (rédaction d'articles, de reportages, illustrations, préparation d'interviews...) qui est ensuite mis en ligne sur le site Internet par la rédaction du Grand méchant loup et parfois les jeunes eux-mêmes. Le Grand méchant loup invite aussi au dialogue avec d'autres élèves, d'autres écoles, d'autres pays et les encourage à participer au projet par l'intermédiaire du site Internet. Depuis 2007, le projet Grand méchant loup est une "eEducation Masterplan-AG", c'est-à-dire qu'il est rattaché au Lycée français de Berlin en tant qu'atelier extra-scolaire.

## Un nom, un programme
Ce nom rappelle bien sûr la chanson pour enfants "Qui a peur du grand méchant loup ?". Qui est-ce, au fond, le grand méchant loup ? L'inconnu ? Une langue qu'on ne comprend pas ? Un pays, une ville qu'on ne connaît pas ? L'école ? L'Europe ? Il y a beaucoup de méchants loups dont on peut avoir peur... L'association a pour but de montrer aux enfants et aux jeunes que l'on peut surmonter cette peur de l'inconnu et avoir du plaisir à découvrir et faire découvrir l'Europe et le reste du monde.
D'autre part, les loups vivent en meute et n'aiment pas vivre seuls. Ils sont solidaires et possèdent un comportement social très marqué. Telle est l'idée fondamentale du Grand méchant loup.

## Projets
Au fil des ans, le Grand méchant loup a mis en place et développé différents projets, qui lui ont assuré une certaine reconnaissance.

### Interviews
Les jeunes reporters du Grand méchant loup ont réalisé des interviews de personnalités françaises, allemandes ou européennes : de Valéry Giscard d'Estaing à Simone Veil, en passant par le Maire de Berlin, Klaus Wowereit, les acteurs Julia Jentsch et Daniel Brühl, le réalisateur Wim Wenders, l’écrivain Marie NDiaye ou encore le goal Jens Lehmann. La liste ne cesse de s'allonger, au point que les interviews sont petit à petit devenues une des spécialités du Grand méchant loup. Leur regard d'enfant et leurs questions souvent inattendues ont conduit à des entretiens originaux et surprenants.

### Concours
Le Grand méchant loup organise un concours annuel pour inviter au dialogue entre classes françaises, allemandes et européennes. Il est lancé le 22 janvier à l'occasion de la Journée franco-allemande et est clos avec la réunion du Jury en juin, composé de professionnels de l'éducation, de personnalités du monde franco-allemand, de journalistes et d'artistes. Il concerne les élèves du primaire au lycée. 1 500 élèves de 100 écoles en France, en Allemagne et en Suisse prennent part au concours chaque année. Les classes ou les élèves individuellement peuvent participer de plusieurs manières : rédaction d'un texte, réalisation d'un PowerPoint ou montage vidéo. Ce concours donne lieu à une exposition virtuelle sur le site Internet pour présenter les meilleures contributions reçues. Le thème du concours de 2014 est :"Un voyage dans le temps - L'Europe dans 100 ans", il est egalement ouvert à des classes polonaises.

### Mur en ligne
En 2009, à l'occasion de la célébration des 20 de la chute du Mur de Berlin, le Grand méchant loup a réalisé plusieurs reportages, interviews et articles, et a surtout eu l'idée de créer un mur en ligne sur lequel chacun, petit et grand, pouvait laisser sa trace. Cette initiative a rencontré un grand succès avec plus de 8000 graffitis postés sur le mur virtuel en mai 2014.

## Partenaires, prix et récompenses
Le Grand méchant loup a bénéficié d'articles dans les médias français et allemands, notamment de la reprise d’interviews réalisées par les enfants dans le Berliner Morgenpost ou de commentaires des jeunes dans le Tagesspiegel. Arte, les chaînes TV ZDF, 3sat ou Deutsche Welle ont diffusé des reportages sur le Grand méchant loup. 
Le travail journalistique et éducatif du Grand méchant loup a été récompensé, notamment par le Prix du journalisme franco-allemand en 2004, le premier Prix du concours du Spiegel en 2004 et 2006 et du concours scolaire fédéral pour l’éducation politique en 2007 et 2009. En 2010 le Grand méchant loup a obtenu le prix principal de "Kinder zum Olymp" et en 2013 il a eu le "European Award for "Citizenship, Security and Defense".
Il bénéficie également de partenariats et encouragements d’institutions soucieuses de favoriser le dialogue franco-allemand et le journalisme européen, telles que l’Office franco-allemand pour la jeunesse, l'office germano-polonais pour la jeunesse, la Robert Bosch Stiftung, l’Ambassade de France en Allemagne,et la Bundeszentrale für politische Bildung.